# 둥자오즈
둥자오즈(중국어: 董兆致, 병음: Dǒng Zhàozhì, 한자음: 동조치, 1973년 11월 16일~)는 중화인민공화국의 펜싱 선수, 지도자로 주 종목은 플뢰레이다. 선수 시절 2000년과 2004년 하계 올림픽에서 단체전 은메달을 획득하였다. 